# 에디 매클린톡
에디 매클린톡(Eddie McClintock, 1967년 5월 27일 ~ )은 미국의 배우이다.

## 출연 작품

### 영화
- 풀 프론탈 (2002)
- 피너츠 송 (2002)
- 쓰리 와이즈 가이즈 (2005, Three Wise Guys)
- 결혼준비 대작전 (2005, Confessions of an American Bride)
- 부기맨 (2012, Boogeyman)
- A Fish Story (2013)

### 텔레비전
- Stark Raving Mad (1999-2000)
- 펠리시티 (1999, 2001)
- 섹스 앤 더 시티 (2000)
- 저스트 슛 미 (2000)
- 이야기 도시 (2000)
- 프렌즈 (2002)
- 킹 오브 퀸즈 (2002)
- 하우스 (2005)
- 탐정 몽크 (2005)
- 위기의 주부들 (2006)
- My Boys (2006)
- 본즈 (2007, 2017)
- 문라이트 (2008)
- 웨어하우스 13 (2009-14)
- CSI: 과학수사대 (2010)
- 페어리 리갈 (2011)
- 멘탈리스트 (2013)
- 모던 패밀리 (2014)
- 캐슬 (2014)
- 동쪽 끝의 마녀들 (2014)
- 에이전트 오브 쉴드 (2015)
- 배틀 크리크 (2015)
- 더블 타겟 (2016)
- 슈퍼걸 (2016)
- 맥가이버 (2018)
- 9-1-1 (2019)